# Pal Engjëlli
Pal Engjëlli (en latín: Pauli Angeli; 1416-1470) fue un clérigo albanés de la Iglesia católica que ocupó el cargo de arzobispo de Durrës entre 1460 y 1469. En 1462 escribió el texto más antiguo conocido en albanés.

## Biografía
Pal Engjëlli formaba parte de la familia Engjëlli. Su padre era Andrea Engjëlli y su madre, Dorothea Arianiti. Se dice que Pal fue amigo, compañero de trabajo y consejero cercano de Skanderbeg. Como su enviado, viajó con frecuencia al extranjero en busca de ayuda para la guerra contra el Imperio otomano.
Engjëlli logró convencer a Lekë Dukagjini para que abandonara a los otomanos y se reconciliara con Skanderbeg, y también convenció a Skanderbeg para que violara un armisticio firmado con los otomanos.

### Documento de la fórmula bautismal
La frase es la fórmula bautismal en albanés gheg (conocida como Formula e pagëzimit): «Un'te paghesont' pr'emenit t'Atit e t'Birit e t'Spertit Senit» (que se traduce al castellano como «Yo te bautizo en el nombre del Padre, del Hijo y del Espíritu Santo») y en el albanés estándar basado en el albanés tosk: «Unë të pagëzoj në emër të Atit, të Birit, e të Shpirtit të Shenjtë».

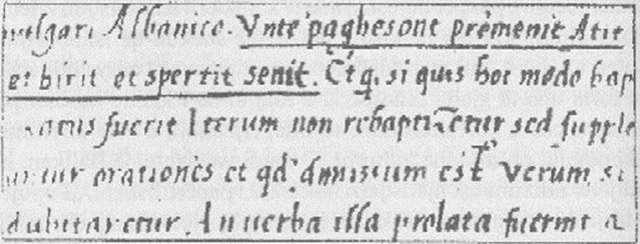
Texto original de la fórmula de bautismo en las actas del sínodo de Mat

La fórmula se encontró en una carta pastoral escrita en alfabeto latino por Engjëlli tras su visita a la iglesia de la Santísima Trinidad en Burrel. La carta está fechada el 8 de noviembre de 1462. La fórmula estaba destinada a ser utilizada por los sacerdotes albaneses para que el ritual fuera comprensible para las personas que no conocían el latín. Probablemente también estaba destinada a ser utilizada por los campesinos albaneses, que no podían llevar a sus hijos a la iglesia para ser bautizados. La fórmula fue aprobada por un sínodo en Mat, Albania, en 1462.
El documento que contiene la fórmula bautismal se conserva en la Biblioteca Medicea Laurenziana de Florencia, Italia. Fue descubierto en 1915 por el erudito rumano Nicolae Iorga.